# Giano dell’Umbria
Giano dell'Umbria település Olaszországban, Umbria régióban, Perugia megyében. Lakosainak száma 3648 fő (2023. január 1.). Giano dell’Umbria Castel Ritaldi, Gualdo Cattaneo, Massa Martana, Spoleto és Montefalco községekkel határos.

## Népesség
A település lakossága az elmúlt években az alábbi módon változott:
| Lakosok száma | 3830 | 3893 | 3648 |
|               | 2015 | 2018 | 2023 |